# کیل لا کیل
کیل لا کیل (ژاپنی: キルラキル هپبورن: Kiru Ra Kiru) یک مجموعه تلویزیونی انیمه ژاپنی به نویسندگی کازوکی ناکاشیما و کارگردانی هیرویوکی ایمائیشی است (هر دوی آن‌ها پیشتر در سال ۲۰۰۷ در ساخت مجموعه گورن لاگان با هم کار کرده بودند)، که به‌وسیلهٔ استودیوی تریگر تولید گردیده است. پخش انیمه کیل لا کیل در شبکهٔ ام‌بی‌اس به تعداد ۲۴ قسمت از ۳ اکتبر ۲۰۱۳ شروع شده و تا ۲۷ مارس ۲۰۱۴ ادامه داشت. یک سری مانگا نیز بر اساس نسخه انیمه توسط ریو آکیزوکی تهیه شده‌است که به‌وسیله کادوکاوا شوتن از ۴ اکتبر ۲۰۱۳ تا ۴ مارس ۲۰۱۵ در مجلهٔ یانگ ایس به چاپ می‌رسید.

## داستان
ماتویی ریوکو شخصیت اصلی داستان، یک دختر مدرسه‌ای سرگردان و خشن که از مکانی به مکان دیگر در جستجوی سرنخی برای حقیقت پنهان در پشت مرگ پدرش، و پیدا کردن زنی دارای شمشیر قیچی مانند بود. ریوکو در این سفر به مدرسه هونوجی (به ژاپنی: 本能字学園 Honnōji Gakuen) واقع در خلیج توکیو رسید. مدرسه هونوجی متشکل از گروهی دانش‌آموز نخبه بود که به واسطهٔ پوشیدن لباس‌های فرم ویژه‌ای به نام گوکو (به ژاپنی: 極制服 Gokuseifuku) دارای قدرت‌های مافوق انسانی می‌شدند. بوسیله قدرت این لباس‌ها، مدرسه تحت سلطه و رهبری فردی ترسناک و قدرتمند به نام ساتسوکی کیریون بود که آنجا را با قوانین سرسخت و جذبه خود مدیریت می‌نمود. ساتسوکی از راز شمشیر قیچی با خبر بود و ریوکو مجبور بود برای بدست آوردن اطلاعات به دفعات با او مواجه شود. پس از اولین شکست ریوکو بدست شورای مدرسه، او نیز به‌طور اتفاقی دارای لباسی ملوانی شکل شد که خود را به زور به ریوکو پوشاند. این لباس به نام سنکتسو (به ژاپنی: 鮮血 Senketsu) به واسطهٔ مکیدن خون ریوکو، قدرت فوق‌العاده‌ای به او می‌داد که او را قادر می‌ساخت با ساتسوکی و چهار قدرت شورای مدرسه مقابله کند. آیا برخورد این افراد با یکدیگر اتفاقی است یا سرنوشت چنین چیزی را رقم زده است...